# 马瑟姆汉·别伊谢巴耶夫
马瑟姆汉·别伊谢巴耶维奇·别伊谢巴耶夫（俄语：Масымхан Бейсебаевич Бейсебаев；1908年12月9日（格里历：12月22日）—1987年6月23日），哈萨克族，苏联党和国家领导人。曾任阿拉木图州州长、哈共科克切塔夫州、阿拉木图州委第一书记、哈萨克苏维埃社会主义共和国部长会议主席等职。

## 生平
- 1908年12月9日（格里历：12月22日）出生于沙俄七河州维尔尼地区叶尔泰村的一个贫农家庭。
- 1925年-1931年，阿拉木图农学院学习，获得初级农艺师学位。
- 1931年，哈萨克自治社会主义苏维埃共和国农业人民委员会植物保护组组长。
- 1931年-1932年，阿拉木图害虫防治公社人事和劳工组织部部长。1932年加入联共（布）。
- 1932年-1933年，阿拉木图害虫防治公社副主任。
- 1933年-1936年，阿拉木图农学院院长。
- 1936年-1937年，哈共（布）中央农业委员会指导员。
- 1937年-1939年，哈共（布）中央第二书记助理，指导员。
- 1939年-1941年，哈共（布）阿拉木图州委农业部副部长、部长。
- 1941年-1942年，苏联红军第230步兵师第977团服役，参加苏德战争南方战线战役。
- 1942年-1943年，阿拉木图州州长。
- 1943年，哈共（布）阿拉木图州恩贝克什区委第一书记。
- 1943年-1946年，苏联人民委员会驻哈萨克苏维埃社会主义共和国第一副专员。
- 1946年-1950年，哈共（布）阿克莫拉州委第二书记。
- 1950年-1952年，联共（布）中央高级党校学习。
- 1952年-1954年，哈共（布）科克切塔夫州委第一书记。
- 1954年-1955年，哈萨克苏维埃社会主义共和国部长会议副主席。
- 1955年-1958年3月，哈萨克苏维埃社会主义共和国部长会议第一副主席。
- 1958年3月-1962年9月，哈共阿拉木图州委第一书记。
- 1962年9月-12月，哈萨克苏维埃社会主义共和国部长会议主席。
- 1962年12月-1964年12月，哈萨克苏维埃社会主义共和国部长会议第一副主席。
- 1964年12月-1970年3月，哈萨克苏维埃社会主义共和国部长会议主席。
- 1970年4月起退休，兼任哈萨克草原经济研究所所长。
- 1987年6月23日于阿拉木图逝世，享年78岁，葬于峡谷公墓。

别伊谢巴耶夫是苏共19，21-23大代表；第22届中央候补委员，第23届中央委员；第5届苏联最高苏维埃联盟院代表，第6-7届苏联最高苏维埃民族院代表；第2-7届哈萨克苏维埃社会主义共和国最高苏维埃代表。

## 荣誉
- 两次列宁勋章
- 二级卫国战争勋章
- 劳动红旗勋章
- 红星勋章
- 勇敢奖章
- 两次劳动英勇奖章